# Palotás Fausztin
Palotás Fausztin (Szeged, 1855. február 15. – Szeged, 1922. április 2.) katonatiszt, író.

## Pályája
Jómódú polgári családban született. A középiskolát Szegeden és Temesvárt végezte. Az érettségi után Budapesten beiratkozott az egyetemre, de közbejött szüleinek elszegényedése. 1880-ban újságíró lett, majd 1884 végétől 1890 elejéig Szegeden hivatalnoki alkalmazásban állt. 1890-ben főhadnagyi rangban tényleges szolgálatba lépett. Katonáskodása idején részint csapatszolgálatot teljesített, részint a magyar nyelv és irodalom, illetve -történelem tanára volt a Ludovika Akadémián (1891–1896) és a nagyváradi hadapródiskolában. A világháború után mint honvédezredes vonult nyugalomba A szegedi Dugonics Társaságnak alapításától volt tagja.
Belső munkatársként dolgozott előbb a Szegedi Naplónál (1878-tól 1880-ig), majd a Szegedi Hiradónál (1881-től 1884. novemberig). Ezeken kívül 
rajzokat, elbeszéléseket írt a Pesti Hirlapba (1881); a Magyarország és Nagyvilágba (1879–1880), a Pesti Naplóba (1879, 1881), a Vasárnapi Ujságba, a Fővárosi Lapokba (1884–1890, harminc elbeszélés); az Arad és Vidékébe (1887. 257. sz.); a Ludovika Akadémia Közlönyébe (1892. Régibb katona poéták, 1893. Ujabb katona poéták, Az alföldi zsandárvilág, 1894. Katonai poéták mint államférfiak, Huszéves hadvezér, 1895. A morvamezei ütközet, József nádor és az utolsó nemesi insurrectio, a linci béke, 1898. Nazarenus katonák).

## Munkái
- Az én édes otthonom Rajzok a népéletből. Szeged, 1881.
- Farsangi történetek Szeged, 1883. (Nyolc rajz és elbeszélés).
- A mi parasztjaink Öt tanyai történet. Szeged, 1884.
- A kapitányságból Tanyai történetek. Szeged, 1886.
- Eresz alól Elbeszélések. Szeged, 1887.
- Rózsa Sándorról (vagy: Sötét idők) Szeged, 1887. (Békefi Antallal együtt).
- A márvány feszület Budapest, 1887. (Magyar Mesemondó 5.).
- Igaz gyémánt Budapest, 1887. (M. Mesemondó 9.).
- Homokfelhők Elbeszélések. Szeged, 1889.
- A m. kir. honvédségi Ludovika Akadémia rövid története Budapest, 1896. (Különnyomat a Ludovika Akadémia Közlönyéből).
- Salve Regina Regény. Budapest, 1898.
- Törpe lelkek Költői elbeszélés. Sopron, 1907.
- Kubikosok Népies színmű. Szeged, 1920.

Kéziratban maradt népszínművei: Táltos, három felvonás (először a Budai Színkörben, 1878); A falu legszebb legénye, három felvonás (Szegeden, 1878); A csősz unokája, három felvonás (Szegeden, 1879); A holdas, három felvonás (Szeged, 1881); Tüzes nyelvek, három felvonás (Szegeden, 1885).